# Brotherella filiformis
Brotherella filiformis är en bladmossart som beskrevs av Hugh Neville Dixon 1937. Brotherella filiformis ingår i släktet Brotherella och familjen Sematophyllaceae. Inga underarter finns listade i Catalogue of Life.